# Qillarsuaq
Qillarsuaq († um 1875 auf Ellesmere Island) war ein kanadischer Inuk, der Mitte des 19. Jahrhunderts nach Grönland wanderte.

## Leben
Qillarsuaqs Leben ist durch mündliche Tradition überliefert. Über seine Jugend ist aber nichts bekannt, außer dass er von der Baffininsel stammte und am Cumberland Sound lebte. Er wurde vermutlich Anfang des 19. Jahrhunderts geboren. Er war ein Schamane (angakkoq) und damit angesehener Führer seiner Leute.
In den 1830er Jahren ermordete sein Freund Uqi einen anderen Mann. Um der Rache von dessen Familie zu entgehen, töteten Qillarsuaq und Uqi daraufhin auch dessen Bruder Ikieraping. Anschließend begaben sie sich auf die Flucht. Im Nordteil der Baffininsel bei Pond Inlet wurden sie von der Familie eingeholt, konnten sich aber verteidigen.
Zusammen mit rund 50 Mann zogen sie noch weiter nordwärts. Mit Hundeschlitten überquerten sie den Lancaster Sound und lebten danach einige Jahre auf Devon Island. 1853 traf die Gruppe auf den britischen Polarforscher Edward Inglefield, der seinen verschollenen Kollegen John Franklin suchte. Er berichtete ihnen von den in Nordgrönland lebenden Inughuit. Noch fünf Jahre später traf der britische Polarforscher Francis Leopold McClintock die Gruppe auf Davis Island. Qillarsuaq und seine Leute machten sich schließlich 1859 auf den Weg, um der Blutrache endgültig zu entkommen. Sie wanderten die Küste von Ellesmere Island hinauf. Etwa 1861 oder 1862 befand sich die Gruppe an der Insel Ingiiqsarvik, als Uqi sich seiner Sache unsicher wurde und Qillarsuaq bat, mit der Hälfte der Leute nach Devon Island zurückkehren zu dürfen. Die restliche Gruppe überquerte die Nares-Straße und fand in Anoritooq Spuren von Besiedelung, aber keine Menschen. Erst um 1863 traf sie bei Etah erstmals wieder auf einen Menschen, einen Inughuaq names Aqattaq. Er wies ihnen den Weg zum Wohnplatz Pitoraarfik.
Die Inughuit, die zu dieser Zeit Probleme hatten zu überleben, hatten das Wissen über Werkzeuge und Kajaks verloren und waren Qillarsuaq dankbar, dass er ihnen diese zeigte. Qillarsuaq wurde verehrt und die allarsuit genannten Neuankömmlinge in die Gemeinschaft integriert. Nach etwa sieben Jahren ermordete er mit zwei Gefährten einen Freund des Anführers Avatannguaq. Um der Rache zu entkommen, plante er seine Rückkehr nach Kanada.
Gemeinsam mit 21 Personen begann er 1873 die Reise zurück in die alte Heimat. An der Ostküste von Ellesmere Island starb der alte Anführer. Der Rest der Gruppe zog weiter südwärts und überwinterte am Makinson Inlet. Sie fanden nicht genügend Nahrung, und viele verhungerten. Es kam in der Gruppe zu Mord und Kannibalismus, und letztlich überlebten nur fünf Personen. Diese machten sich auf den Rückweg und landeten schließlich wieder in Grönland. Viele Inughuit sind heute Nachkommen der Allarsuit.

## Forschungsgeschichte
Durch die mündliche Tradierung existieren viele verschiedene Versionen der Geschichte. Viele Polarforscher erfuhren von Überlebenden davon und berichteten später, so zum Beispiel Knud Rasmussen (1905), Hans Peder Steensby (1910), Peter Freuchen (1961), Erik Holtved (1967), Robert Petersen (1967) und Rolf Gilberg (1974/75). Der bedeutendste Bericht stammt von Guy Mary-Rousselière (1980). Der Musikethnologe Michael Hauser brachte die Musik der Inughuit mit der Einwanderung der Allarsuit in Verbindung und vermutete Qillarsuaqs Herkunft bei Kinngait.